# Гологорица
Гологорица је насељено место у саставу општине Церовље, Истарска жупанија, Хрватска. До територијалне реорганизације у Хрватској, налазила се у саставу старе општине Пазин.

## Црква
Пред улаз у село се налази црква Блажене дјевице Марије „код Локве“, осликана око 1400. године. Као и у многим црквама у овом делу Истре, зидови су испарани глагољским графитима. Код гологоричког гробља се налази црква Свих Светих која има глагољски натпис из 1549. године. Постојала је старија црква, на чијем је месту у 17. веку изграђена црква Св. Петра и Павла.

## Становништво
На попису становништва 2011. године, Гологорица је имала 269 становника.

## Попис1991.
На попису становништва 1991. године, насељено место Гологорица је имало 283 становника, следећег националног састава:
| Попис 1991.‍  | Попис 1991.‍  | Попис 1991.‍ | Попис 1991.‍ | Попис 1991.‍ |
| ------------ | ------------ | ----------- | ----------- | ----------- |
|              |              |             |             |             |
| Хрвати       | Хрвати       |             | 251         | 88,69%      |
| Италијани    | Италијани    |             | 2           | 0,70%       |
| Немци        | Немци        |             | 1           | 0,35%       |
| регион. опр. | регион. опр. |             | 28          | 9,89%       |
| непознато    | непознато    |             | 1           | 0,35%       |
| укупно: 283  |              |             |             |             |